# Marie-Pierre Leray

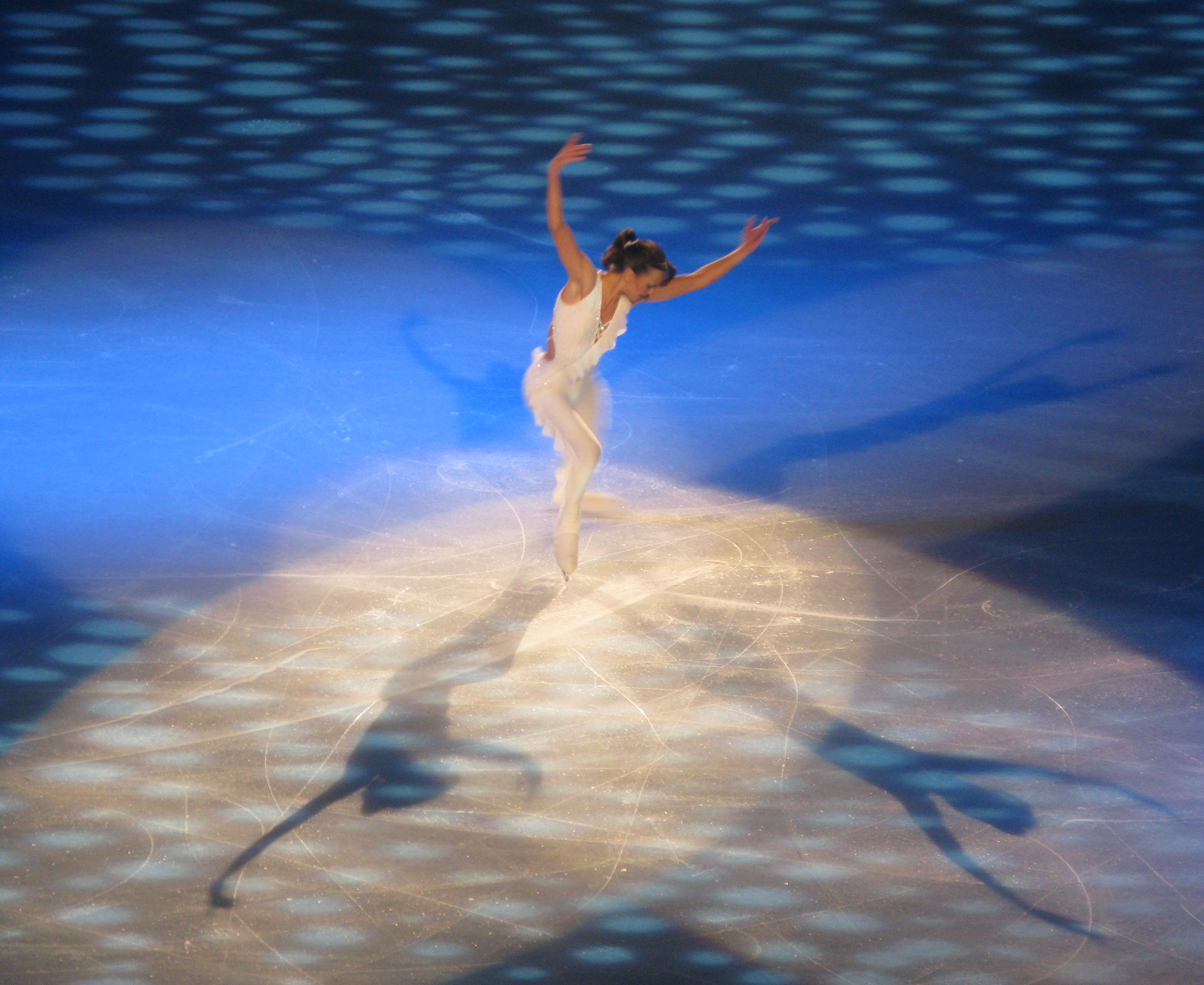
Marie-Pierre bei Bompard 2013.

Marie-Pierre Leray (* 17. Februar 1975 in Paris) ist eine ehemalige französische Eiskunstläuferin.

## Biografie
Mit dem Eiskunstlauf begann Marie-Pierre Leray im Alter von neun Jahren. Ihren ersten großen Erfolg verzeichnete sie 1993, als sie mit ihrem Partner Frederic Lipka die französische Meisterschaft im Paarlauf gewann. Nachdem Lipka seine Karriere beendet hatte, begann sie ihre Solokarriere und belegte den 14. Platz bei den Olympischen Winterspielen in Lillehammer 1994. Im Jahr darauf belegte sie bei den Eiskunstlaufweltmeisterschaften 1995 im englischen Birmingham den siebten Rang. Eine Operation zwang sie zur Unterbrechung ihrer Karriere. Nach Wiederaufnahme des Trainings qualifizierte sie sich zwar erneut für die Weltmeisterschaft, beendete dann aber ihre aktive Karriere, weil sie sich in der Rolle einer Einzelläuferin nie so richtig wohlgefühlt hatte. 
Weiterhin dem Paarlauf nachhängend, kontaktierte sie im Frühjahr 2000 Nicolas Osseland, mit dem sie bereits 1995 kurzzeitig für den Paarlauf trainiert hatte. Sie nahm das Training wieder auf und begann eine Paarlauf-Karriere mit Osseland, die 2001 mehrere Erfolge verzeichnete. Nach ihrer Trennung im Jahr 2003 war sie wieder als Einzelläuferin tätig, wobei ihr Fokus nicht mehr dem Wettbewerb galt. In jenen Jahren präsentierte sie Shows, die Eislauf mit graziöser Luftakrobatik verbanden. 
In den frühen Jahren ihrer aktiven Eislaufkarriere verzauberte die 1,68 Meter große Französin mit ihrem Aussehen und Charisma auch den Modeschöpfer Karl Lagerfeld, der sie zum Model für seine Kollektion auserkoren hatte.

## Erfolge
- Französische Meisterin im Paarlauf 1993 (mit Frederic Lipka)
- Französische Vizemeisterin im Einzellauf: 1993, 1994, 1995
- Olympiateilnehmerin 1994 in Lillehammer (14. Platz)
- 7. Platz bei der Weltmeisterschaft 1995 in Birmingham